# Aegopsis chaminadei
Aegopsis chaminadei är en skalbaggsart som beskrevs av Roger Paul Dechambre 1999. Aegopsis chaminadei ingår i släktet Aegopsis och familjen Dynastidae. Inga underarter finns listade i Catalogue of Life.